# 陸奥イアン陽之助

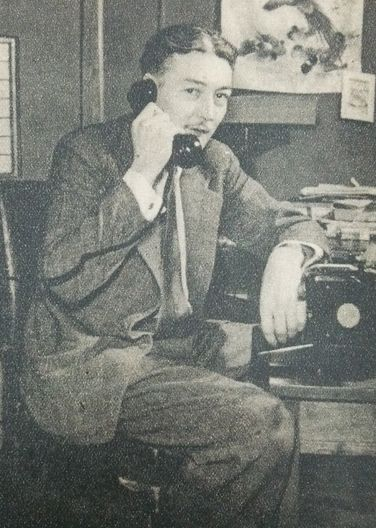
陸奥イアン陽之助（『アサヒグラフ』 1948年3月3日号より）

陸奥 イアン 陽之助（むつ イアン ようのすけ、1907年（明治40年）1月14日 - 2002年（平成14年）10月30日）は、日本のジャーナリスト、映画監督・プロデューサー、実業家、華族（伯爵）。インタナシヨナル映画社の創業者。身長180cm。

## 略歴
勲功華族の陸奥家に生まれる。父は陸奥宗光の長男で2代伯爵の陸奥廣吉。母はイギリス出身のイソ（ガートルード・エセル・パッシングハム）。日本名の陽之助は祖父・宗光の通称でもあった。廣吉が外交官としてロンドンに赴任していた時のアパートで午後11時20分に誕生した。誕生の際には2人の医者ブラントとアディルセンが付き添った。3歳の時に初来日する。家のあった鎌倉の小学校や学習院初等科への入学を考えたが「アイノコ」といじめられていたため断念、家庭教師に学んだ。
1917年（大正6年）、日本での今後の教育を考え、校長がフランス人である暁星小学校に5年生で編入学する。旧制暁星中学校（現・暁星高等学校）卒業後は旧制早稲田高等学院（現・早稲田大学）に入学するが1年次で英国に留学、バーミンガム市立大学英文科を卒業。母親の死去のため1930年（昭和5年）日本に帰国する。
1931年（昭和6年）5月、ジャパン・アドバタイザーに入社、編集次長・経済部長を務める。
1939年（昭和14年）5月、同盟通信社（現在の共同通信社）に入社。1941年（昭和16年）34歳の若さで海外部長となるが、奔放な生活や敗戦論者であったことなどから憲兵隊にスパイと疑われ、1943年（昭和18年)に2段階下の英文主任に降格。同年8月に同社を退社。終戦までは軽井沢の別荘に隠棲、隣近所の近衛文麿、来栖三郎、鳩山一郎らと過ごしていた。また、1942年（昭和17年）に父・廣吉の死去に伴い伯爵を襲爵するが、1947年（昭和22年）に華族制度廃止に先立ち爵位を返上した。
戦後、UP通信記者を経て、劇場ニュース映画を配給する会社の東京支局長となる。また、朝鮮戦争時は従軍映画カメラマンとなった。
1952年（昭和27年）にインタナシヨナル映画株式会社（IMPC)を創業、外務省の出資を受け、日本を海外に紹介する映像を制作した。それらの映像は後にデジタル化され、一部はインタナシヨナル映画社のサイトで観ることができる。また、法人向けには共同通信イメージズを通じて利用可能とされている。
1988年（昭和63年)、カナダ国立フィルム局が制作したドキュメンタリーの日本語版を100本以上制作した功績により、ビクトリア大学から名誉法学博士号を授与された。1987年（昭和62年）勲三等旭日中綬章受章。
2002年（平成14年）10月30日、多臓器不全のため死去。葬儀は聖路加国際病院礼拝堂で執り行われた。

## エピソード
- 生涯に4度婚姻している。1929年（昭和4年）にイギリス留学中に現地の女性と入籍したのが初婚[9][注釈 1]。2度目は廣吉が亡くなる前に、当時の三井物産ロンドン支店長の娘だった混血の美人（原文ママ）との見合い結婚で、この女性との間に男児をもうけたが離婚している[6]。結婚した混血の美人とは母方祖母がオーストラリア人の矢野美和子（1919年3月29日 - 1998年3月、父：矢野謹二、母Dulcibel Aiko Takuma[10][11]）、息子は宗広[12]。1962年（昭和37年）7月、『第3回NHK紅白歌合戦』紅組司会を務めた元NHKアナウンサーの本田寿賀と再婚し（3度目）、さらに寿賀没後、自身の死没する前年に、萩原延壽を担当していた28歳年下の編集者の松田祥子と92歳で再々婚した（4度目）[13][14]。
- 日本軍が第二次世界大戦中に行った連合国側向けプロパガンダ放送の女性アナウンサーで戦後「東京ローズ」と呼ばれたアイバ・戸栗（・ダキノ）は、陸奥が同盟通信社海外部長だった1942年（昭和17年）8月に嘱託として海外部に入社、二世の境遇を同情され昼食をたびたびおごったりしてもらっていた。後に戸栗は陸奥のことを「わたしの命の恩人です」と語っている[15]。
- 1949年（昭和24年）1月30日にUP通信社極東担当副社長マイルス・ボーンと元電通社長の上田碩三が浦安沖へ船でカモ猟に出かけて遭難した海難事故（ボーン・上田記念国際記者賞創設の契機になった）は、当初は陽之助も猟へ同行する予定だったが、当日支局のスタッフが病休となり、急遽シフトに入ったことで難を逃れている[16]。
- 1954年（昭和29年）4月29日、ロバート・キャパがカメラ毎日の依頼で来日、天皇誕生日を皇居前で取材した折に陽之助が同行した様子が報道写真として残っている[17]。
- 父の陸奥廣吉に言われて待合風の所に行き、そこの女性に家の桃畑でとれた桃をザルに入れて届けたことがあるという。部屋には香がたかれ、衣桁があった。父がここへ来て遊んだのだ、とその時思ったという。初夏のことだった[18]。

## 主な映像作品
- 『日本敗れたれど JAPAN AWAKE!』(1949年、ZMプロ、東宝）[19]解説：徳川夢声、製作：日本映画社

※表記はイワン（イアン）ムツ、共同プロデュース：ジーン・ゼニア　編集：岩下正美 
日米の戦争記録映像を編集、アメリカ側からの見解を強調したプロパガンダ映画という評価がされている。DVD「戦中・戦後 昭和の暮らし 第4巻」(2006年、KC WORKS）、「占領期雑誌資料大系 大衆文化編〈5〉占領から戦後へ 付録DVD」（2009年、岩波書店)に収録されている。
- 『八幡』（1952年、インタナシヨナル映画）監督・製作：イアン・ムツ　撮影：浅井達三、狩谷篤　脚本：シュー・タグチ　編集：村田達二　音楽：近衛磨璃子　解説：宮田輝
- 『民俗映画大系 菱の実まつり（ベカンベ祭）』（1955年、インタナシヨナル映画）製作：陸奥陽之助　監督：村田達二　脚本：更科源蔵　編集：菊池清　音楽：坂本良隆　解説：宮田輝
『八幡』『菱の実まつり』の日本語版2本は、2004年12月・2005年2月の東京国立近代美術館フィルムセンターの「特集・逝ける映画人を偲んで 2002-2003」で上映された。
- 『シンフォニー・ジャパン』（1961年）監督：大竹省二　作曲・指揮：團伊玖磨　監修：市川崑　プロデューサー：陸奥イアン陽之助
外務省が海外に日本を紹介する目的で企画され、プロデューサーの陸奥が当時気鋭のスタッフを集めて製作。1961年にイタリアの国際テレビ映画祭で金賞を獲得した。製作目的の性質上、日本国内では一般公開されず忘れ去られていたが、2013年に映画会社倉庫でフイルムが、そして2014年に團の原譜が発見され、デジタル処理を経て53年ぶりに復元。当時のスタッフや関係者を知る人の証言などを加え、2014年12月29日にBSジャパンで特番「シンフォニー・ジャパン1961-2015 Symphony Japan」として放送された[20][21]。

## 出演
- The World at War（イギリス版）(テムステレビ）

## 著書
- Here's Tokyo (1953、Tokyo News Service),（Pix) Ian Mutsu, (Text) Oland D Russell